# Field Crops Research
Field Crops Research, abgekürzt Field Crop. Res., ist eine wissenschaftliche Fachzeitschrift, die vom Elsevier-Verlag veröffentlicht wird. Sie veröffentlicht Artikel über die wichtigsten Feldfrüchte.
Der Impact Factor lag im Jahr 2014 bei 2,976.